# Carestiella
Carestiella — монотиповий рід лишайників родини Stictidaceae. Назва вперше опублікована 1897 року.

## Класифікація
До роду Carestiella відносять 1 вид:
- Carestiella socia